# 노가트강

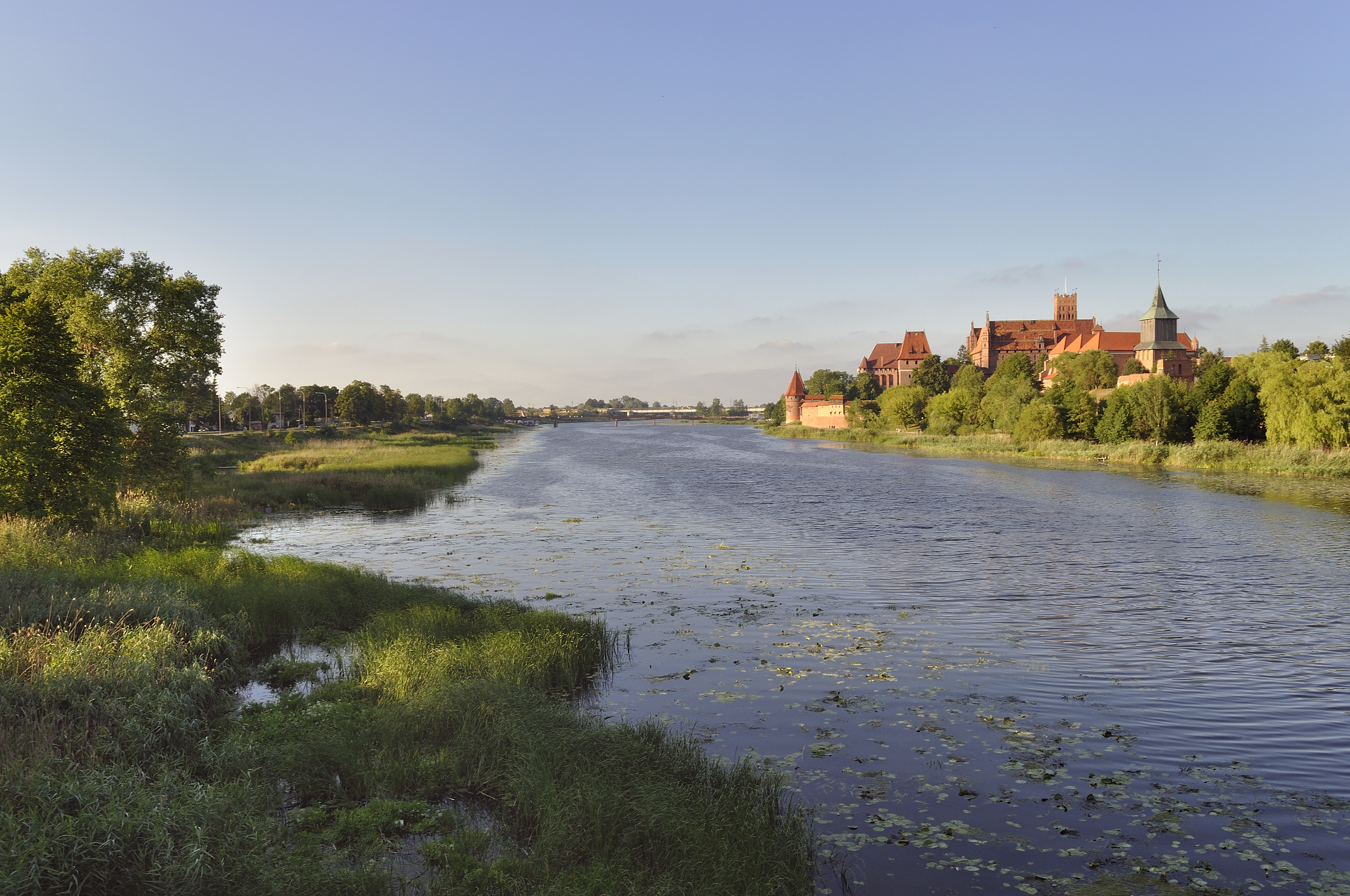
노가트강

노가트강(폴란드어: Nogat)은 폴란드 북부의 강이다. 주요 강과 달리 그단스크만으로 흘러들지 않고 비스툴라 석호로 흐른다.